# Neptunia monosperma
Neptunia monosperma är en ärtväxtart som beskrevs av Ferdinand von Mueller. Neptunia monosperma ingår i släktet Neptunia och familjen ärtväxter. Inga underarter finns listade i Catalogue of Life.

## Bildgalleri

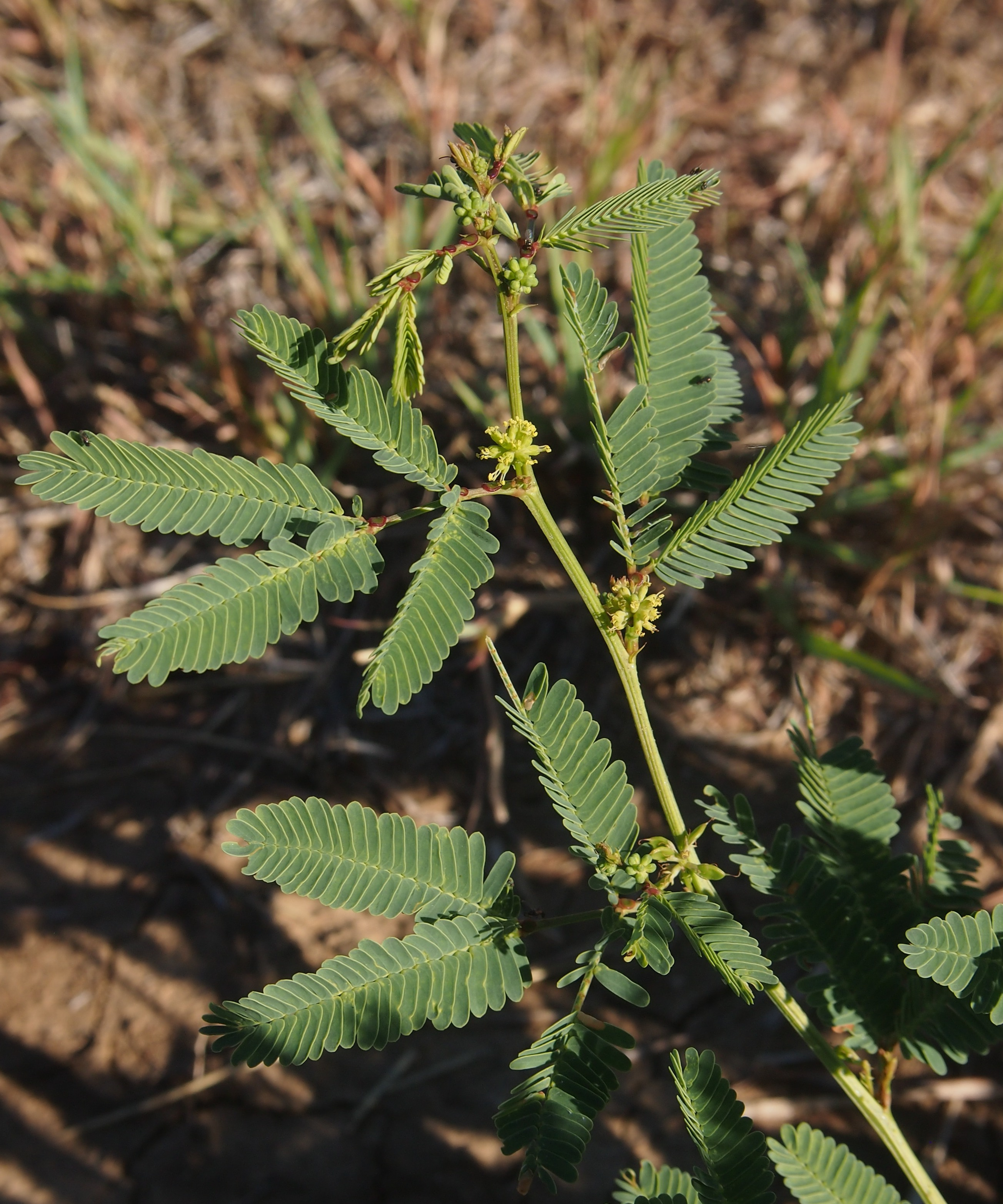
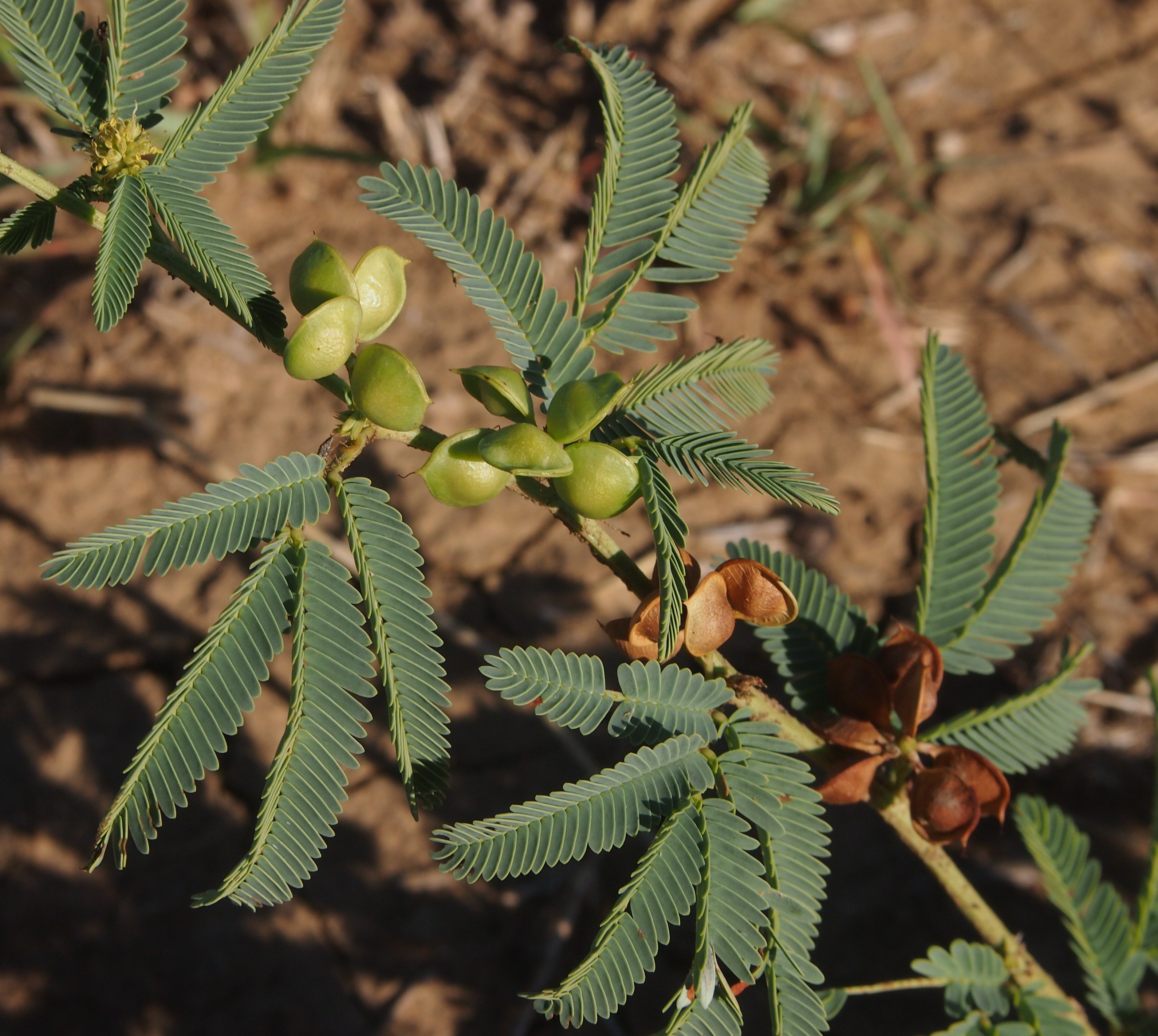
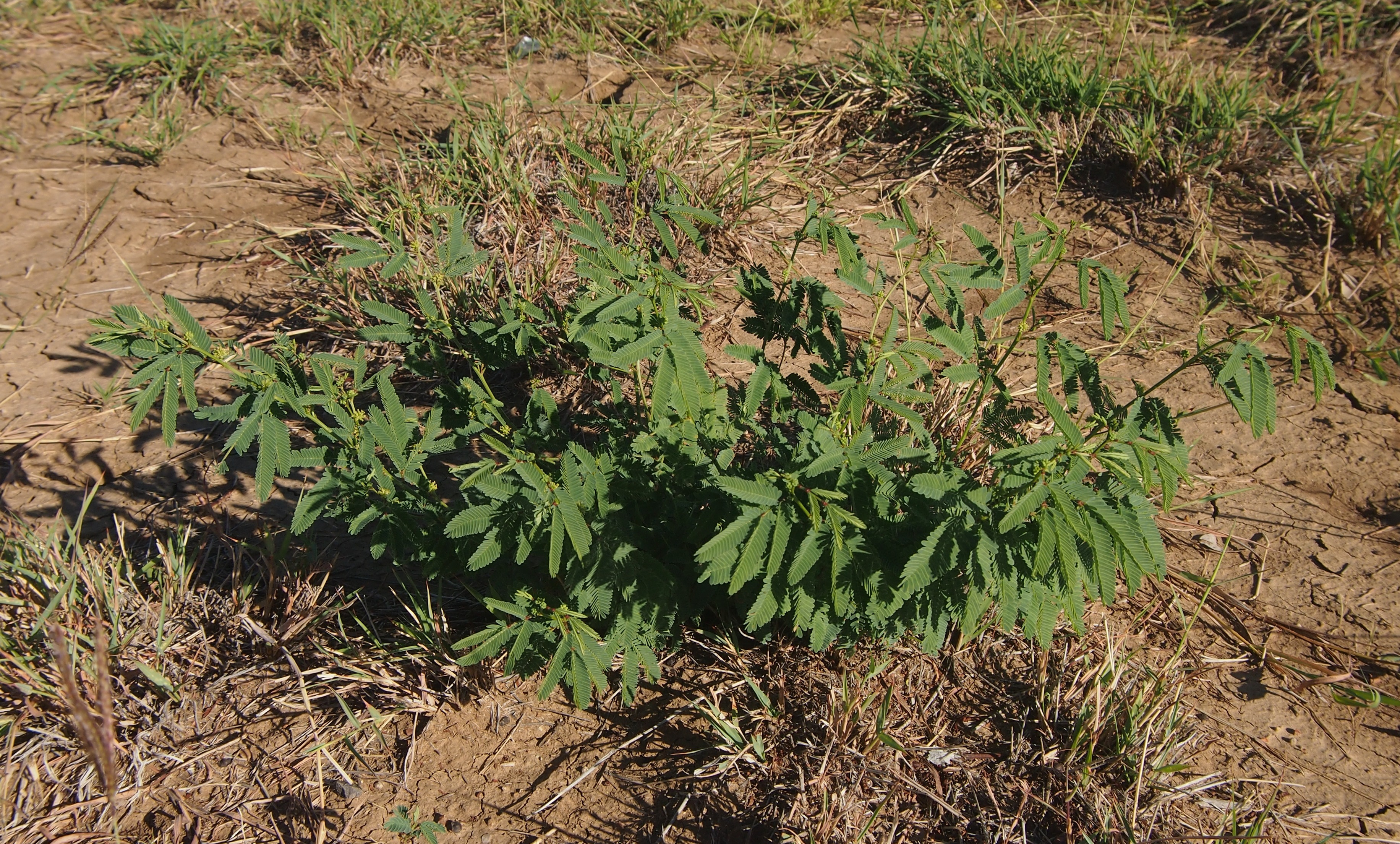